# Olof Johan Nordwall
Olof Johan Nordwall, född 4 december 1750 i Sunds socken, död 17 september 1816 i Tjällmo socken , var en svensk präst.

## Biografi
Nordwall föddes 1750 på Bestorp i Sunds socken. Han var son till kronolänsmannen Otto Nordwall och Eva Elisabeth Brostrand. Nordwall blev 2 oktober 1771 student vid Uppsala universitet. Han prästvigdes 14 april 1778 och blev adjunkt i Linköping. 21 juni 1781 blev han domkyrkokomminister i staden. Nordwall avlade pastoralexamen 1787. Han blev 18 december 1793 kyrkoherde i Tjällmo församling och tillträdde 1795. Han blev 16 december 1801 prost och 25 augusti 1810 kontraktsprost i Bergslags kontrakt. Nordwall avled 1816 i Tjällmo socken och begravdes 27 september samma år.
Nordwall och Wistenius skänkte 23 september 1815 gården Undstorp till stipendiehemman. De betydde att gården fick arrenderas som två stipendier i längst tre år, ett vid läroverket i Linköping och ett vid Uppsala universitet. Deras släktingar hade förtur till stipendierna.

### Familj
Nordwall gifte sig 1 oktober 1782 med Beata Charlotta Wistenius (1762-1834). Hon var dotter till kyrkoherden Samuel Wistenius och Hedvig Sundelius i Tjällmo.